# Ледяев, Пётр Васильевич
Пётр Васи́льевич Ледя́ев (7 сентября 1938, Бухара — 21 августа 1997, Минск) — советский военачальник, командующий 5-й гвардейской танковой армией Белорусского военного округа (1979—1982), первый заместитель командующего войсками Забайкальского военного округа (1982—1986), генерал-лейтенант.

## Биография
Родился 7 сентября 1938 года в городе Бухара Бухарской области Узбекской ССР (ныне — Узбекистана).
С началом Великой Отечественной войны отец П. В. Ледяева Василий Григорьевич ушёл на фронт в 1941 году и погиб под Туапсе в 1942 году. Мать работала санитаркой в военном госпитале. В семье было ещё двое детей — брат и сестра. Пётр, как старший ребёнок, в 13 лет пошёл работать, чтобы помочь матери прокормить семью.
В 1955 году окончил 10 классов Бухарской средней школы № 5 имени М. В. Фрунзе и поступил в Ташкентское ордена Ленина танковое училище имени И. В. Сталина, которое окончил в 1958 году. В том же году вступил в КПСС.
По окончании училища в сентябре 1958 года направлен в распоряжение командующего войсками Московского военного округа (МВО). В декабре 1958 — августе 1965 года — командир танкового взвода 43-го танкового полка, командир взвода танковой роты обеспечения, командир учебного взвода, а затем учебной роты 76-го отдельного учебного танкового батальона 4-й гвардейской танковой дивизии МВО. В 1965 году поступил в Военную академию бронетанковых войск (ВА БТВ) в Москве, которую окончил в 1968 году с золотой медалью.
В июне 1968 — мае 1969 года — командир танкового батальона 63-го гвардейского танкового полка, в мае 1969 — ноябре 1970 года — заместитель командира, а в ноябре 1970 — августе 1972 года — командир 63-го гвардейского танкового полка 10-й гвардейской танковой дивизии Группы советских войск в Германии (ГСВГ).
В августе 1972 — августе 1973 года — заместитель командира 47-й гвардейской танковой дивизии 3-й общевойсковой армии ГСВГ, а в августе 1973 — августе 1975 года — командир 60-й танковой дивизии 13-го гвардейского армейского корпуса МВО (штаб дивизии — в городе Горький, ныне Нижний Новгород). В 1977 году окончил Военную академию Генерального штаба Вооружённых Сил (ВАГШ) СССР имени К. Е. Ворошилова (ныне — Военная академия Генерального штаба Вооружённых сил Российской Федерации).
В июле 1977 — июле 1979 года — первый заместитель командующего 6-й гвардейской танковой армией Киевского военного округа (штаб армии — в городе Днепропетровск, ныне Днепр). В июле 1979 — сентябре 1982 года — командующий 5-й гвардейской танковой армией Белорусского военного округа (БВО) (штаб армии — в городе Бобруйск). В данной должности руководил войсками вверенного объединения в ходе проходивших с 4 по 12 сентября 1981 года оперативно-стратегических учений «Запад-81» за что был награждён вторым орденом Красной Звезды.
В сентябре 1982 — июле 1986 года — первый заместитель командующего войсками Забайкальского военного округа (ЗабВО) (штаб округа — в городе Чита).
По представлению командующего войсками ЗабВО генерал-полковника (впоследствии — генерал армии) С. И. Постникова приказом Министра обороны СССР С. Л. Соколова в июле 1986 года генерал-лейтенант П. В. Ледяев был снят с занимаемой должности и зачислен в распоряжение главнокомандующего Сухопутными войсками, а в сентябре 1986 года назначен на должность заместителя начальника Управления боевой подготовки БВО (что было существенным понижением).
Участник ликвидации последствий аварии на Чернобыльской АЭС, в 1986—1987 годах руководил оперативной группой БВО в Чернобыльской зоне.
В октябре 1991 — ноябре 1992 года — заместитель командующего войсками Прибалтийского военного округа (штаб округа — в городе Рига), который в ноябре 1991 года был преобразован в Северо-Западную группу войск.
Избирался депутатом Верховного Совета Белорусской ССР 10-го созыва (1980—1985).
С декабря 1992 года генерал-лейтенант П. В. Ледяев — в запасе (по болезни).
Жил в Минске. Умер 21 августа 1997 года. Похоронен в Минске на Восточном (Московском) кладбище.

## Воинские звания
- генерал-майор танковых войск (05.05.1978);
- генерал-лейтенант (10.02.1981).

## Награды
- 2 ордена Красной Звезды (16.12.1972; 04.11.1981);
- орден «За службу Родине в Вооружённых Силах СССР» 3-й степени (30.04.1975);
- медали СССР.